# Niccolò Codazzi

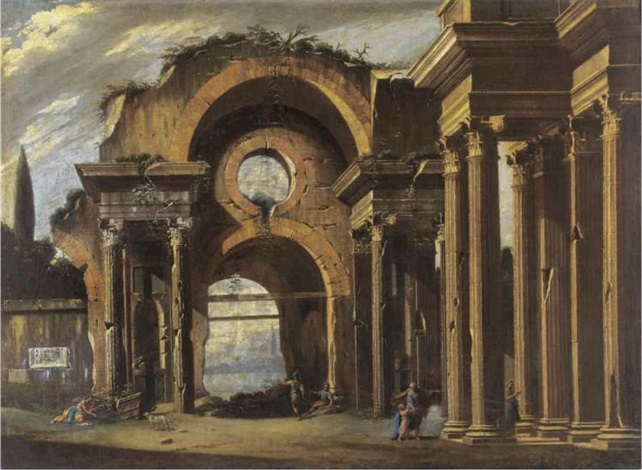
Niccolò Codazzi, Basilica di Costantino con colonna ionica e apertura circolare

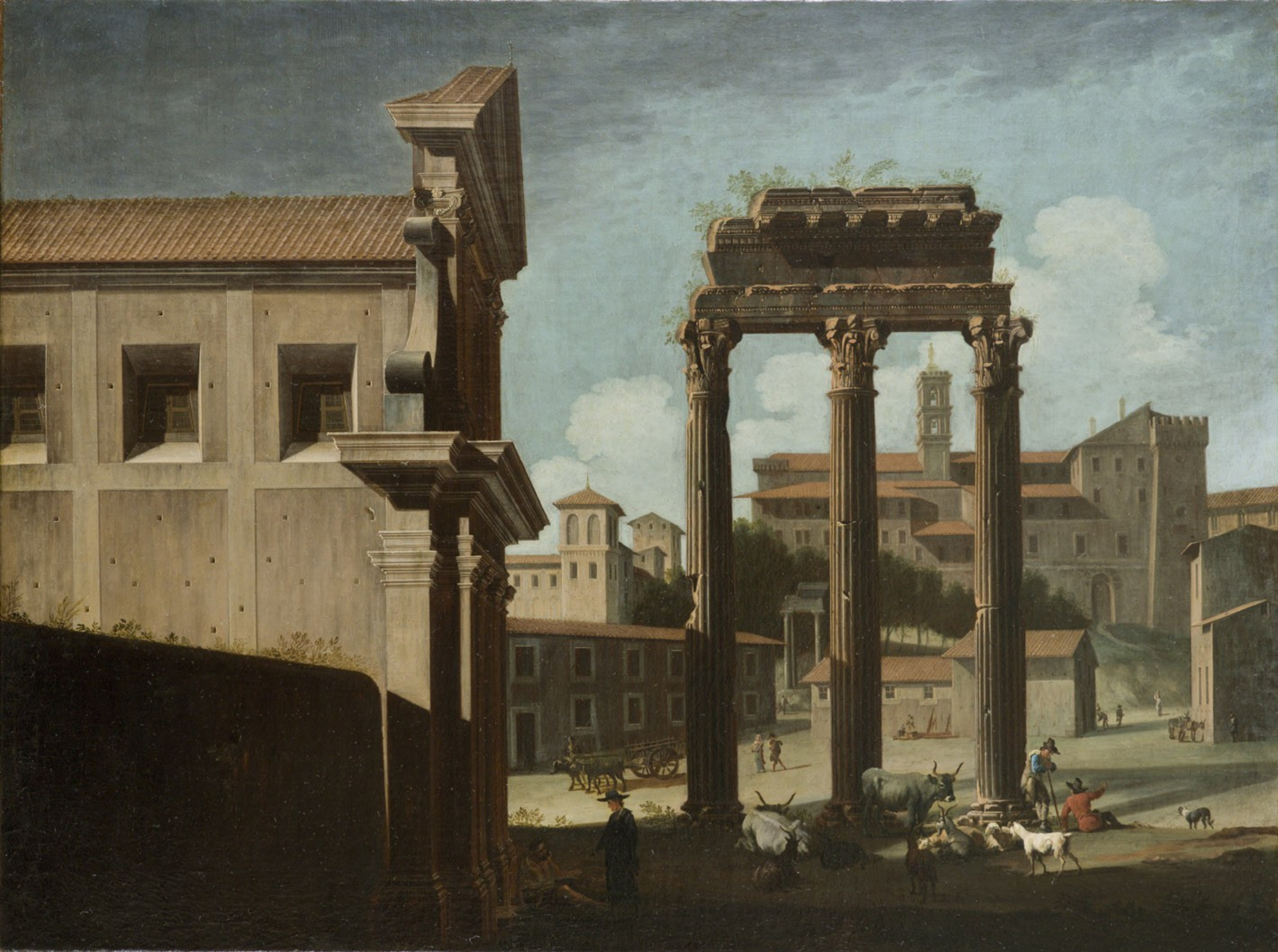
Niccolò Codazzi, Campo Vaccino

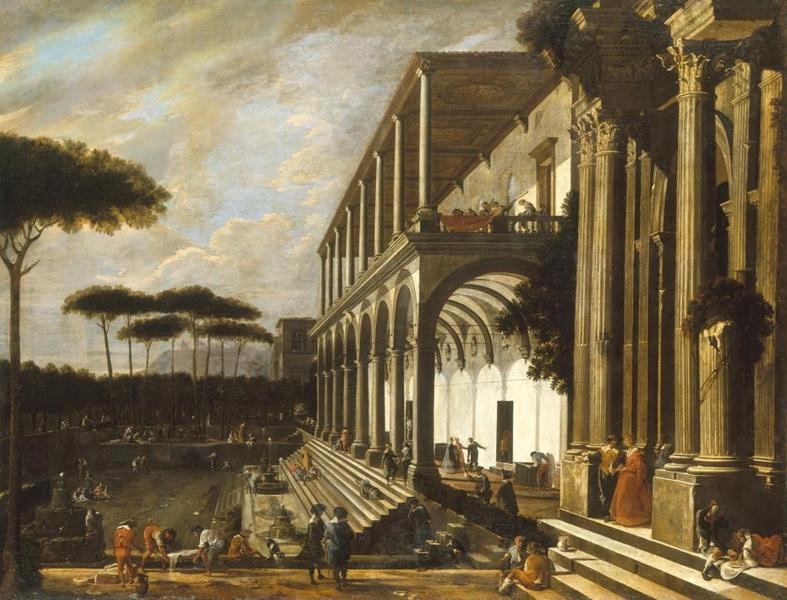
Viviano Codazzi, Party in una villa di Poggioreale, Besançon, Musée des Beaux-Arts et d'Archéologie, inv. 843.3.4

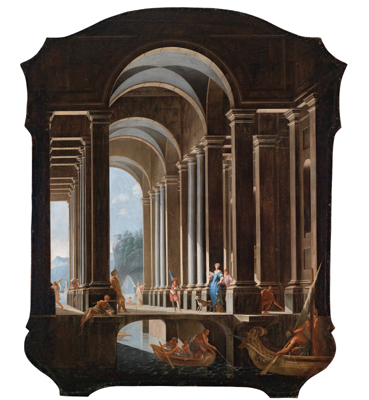
Niccolò Codazzi e Paolo Gerolamo Piola, Veduta di antico complesso termale

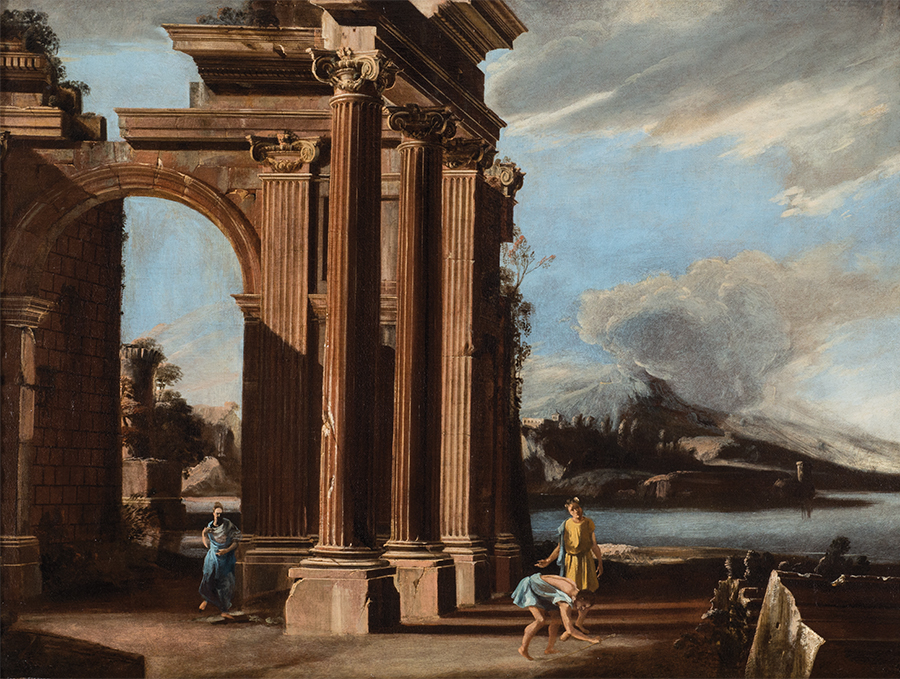
Niccolò Codazzi e Domenico Gargiulo, Eruzione del Vesuvio con architetture e figure

Niccolò Codazzi (Napoli, 1642 – Genova, 1693) è stato un pittore italiano.

## Biografia
Niccolò Codazzi, figlio del pittore bergamasco Viviano (circa 1606 – 1670) e di Candida Miranda si formò a Napoli, nella bottega paterna. I suoi primi dipinti, che risalgono agli anni sessanta e settanta, non sono facilmente distinguibili da quelli del padre Viviano. 
Si presume che Niccolò abbia iniziato come quadraturista e progettista di decorazioni.
A Roma, dove lo troviamo sicuramente nel 1675 - anno in cui allestì un addobbo per la chiesa di San Macuto e dipinse nel piano nobile di palazzo Altieri al Gesù - sviluppò una personalità artistica indipendente da quella del padre. Collaborò con i pittori olandesi bamboccianti Dirck Helmbreker di Haarlem e Jacob de Heusch di Amsterdam. Essi realizzavano figure di genere, come pastori, viaggiatori e contadini, all'interno delle aeree architetture dipinte da Niccolò Codazzi.
Sposò Giovanna d'Amico, sorella di Anna che aveva sposato il pittore napoletano Paolo Porpora.

### In Francia
Si trasferì a Parigi, forse dopo una sosta ad Aix-en-Provence. Nel 1681 chiese di essere ammesso all’Accademia Reale di Parigi e fu accettato nel 1682, grazie all’influenza di Charles Le Brun. Gli furono commissionati quattro grandi tele d'architettura, da realizzare in collaborazione con René-Antoine Houasse, per ornare lo scalone della regina, a Versailles (1681-1682). Probabilmente egli ne realizzò solamente due, che furono identificati da A. M. Schnapper nelle due tele, nei depositi del Louvre, che rappresentano due colonnati, con figure, con fiori, con animali.
Al periodo francese forse risalgono le due tele L'arco di Costantino (Musée de Compiègne) e Architettura con figure (Musée de Rodez), ispirate a dipinti del padre Viviano.

### Ritorno in Italia
Lasciò Parigi e si fermò per un periodo a Roma, poi si trasferì definitivamente in Liguria. Nel 1684 affittò una casa a Zerbino, presso Genova.
Niccolò Codazzi dipinse le quadrature delle pareti del salotto dell'Inverno e le quadrature con le rovine, con figure di Paolo Gerolamo Piola, nella loggia del secondo piano nobile di Palazzo Rosso (Genova). Grazie al sodalizio con Paolo Gerolamo Piola, nella Loggia delle rovine (1689) egli ha raggiunto la massima espressione della sua arte di decoratore d'interni.
A Genova, Niccolò realizzò anche due tele, oggi in collezioni private: una Probatica piscina, con figure di Gregorio De Ferrari e una Ultima Cena, con figure forse di Giovanni Lorenzo Bertolotto, un artista barocco appartenente ad una famiglia di pittori genovesi.
Quadri ad olio di Niccolò Codazzi si conservavano a Napoli, nella collezione del principe di Galatro, intorno all'anno 1688. Due sue architetture risultano in inventari del 1713-1714 di beni appartenuti a Ferdinando II di Toscana: una tela aveva figure di Giovan Gioseffo Dal Sole, pittore e incisore bolognese tardo barocco. Una tela che rappresenta una Prospettiva architettonica antica, conservata a Roma alla Galleria Corsini, è stata attribuita dal critico d'arte australiano Marshall - conoscitore profondo delle opere dei Codazzi - prima a Niccolò, poi a Viviano. Un'altra tela con rovine antiche, en pendent con la precedente, si trova presso l'Ambasciata italiana in Marocco.
Un dipinto, conservato al palazzo di Wilanóv di Varsavia e che rappresenta l'Entrata a Roma di Michael Radzwiùù (episodio del 4 agosto 1680), con figure realizzate da Pieter van Bloemen, era stato attribuito in Polonia ad un misterioso Antonio Viviani. Si tratta forse di Antonio, l'altro figlio pittore di Viviano Codazzi, nato nel 1647.
Niccolò Codazzi è stato sepolto a Genova, nella chiesa di San Vito alla Foce, più tardi demolita.